# Ziran, L'Esaminatore
Ziran L'Esaminatore fa parte dei Celestiali, esseri dai poteri divini che vivono nell'Universo Marvel. Il personaggio è stato creato da Jack Kirby, su The Eternals 18 (dicembre 1977).
Ogni membro dei Celestiali ha un compito preciso da svolgere; quello di Ziran consiste nel testare la stabilità del materiale genetico delle forme di vita che loro alterano. Era presente durante la prima e quarta visita dei Celestiali al pianeta Terra.

## Altre versioni di Ziran
Il personaggio è un elemento ricorrente della cosmologia Marvel, apparendo anche in storie ambientate in realtà alternative come Marvel Apes e Terra X.